# Ana Francis Mor
Ana Francis Mor (11 de julio de 1973) es una actriz, cabaretera, escritora, directora y activista mexicana.

## Formación
Estudió teatro en el Foro de Teatro Contemporáneo de Ludwik Margules; posteriormente, tomó clases de perfeccionamiento actoral con Raúl Quintanilla, cabaret alemán con Leopold Kerny y con Herbert Wolfgang, improvisación con Omar Argentino, stand up comedy y cabaret con Tito Vasconcelos, cante jondo con Alfonso Mogaburo Cid y ópera con Isaac Bañuelos.[cita requerida]

## Teatro
Inició su carrera como directora teatral con la obra La noche en que raptaron a Epifania o Shakespeare lo siento mucho, de Gerardo Mancebo del Castillo y Alfonso Cárcamo, versión libre de La noche de Epifanía, de William Shakespeare. Dicho montaje se estrenó dentro del Festival del Centro Histórico y era representado únicamente por mujeres, entre las que destaca la participación de Rita Guerrero, vocalista de Santa Sabina. Fue su ópera prima y la que la consagraría como directora dentro de la escena nacional.[cita requerida]
Pasó después a presentar con gran éxito la obra Bellas atroces, de Elena Guiochins, con una gran temporada que contó con las actuaciones de María Renée Prudencio, Vanessa Ciangherotti, Cecilia Sotres y Marisa Rubio.
Continuando con Shakespeare, Ana Francis montó Tito Andrónico. Adaptada por Alfonso Cárcamo y actuada únicamente por hombres, se estrenó en el Festival Cervantino; esta adaptación, revisitada en versión musical, contó con la actuación de Tito Vasconcelos, Juan Manuel Bernal, Julio Bracho, Miguel Rodarte y nueve actores más.
Luego de varios años, Ana Francis volvió como directora en 2012 con la obra El narco negocia con Dios, de la dramaturga, escritora y periodista mexicana Sabina Berman. El elenco estuvo conformado por Haydeé Boetto, Juan Carlos Vives, Itari Marta y Moisés Arizmendi.
En 2013, coescribió y dirigió el espectáculo navideño Dos vírgenes y un niño Jesús... Ochoa, estrenado en la terraza del Castillo de Chapultepec en el marco del Primer Festival Luces de Invierno, concierto a tres voces con Eugenia León, Regina Orozco y Jesús Ochoa.
Más recientemente, realizó la adaptación de Ricardo III, de William Shakespeare, para presentar su propia versión con el nombre Para soñar que no estamos huyendo, montaje en el que también fungió como directora y cuyo elenco es conformado por Amanda Schmelz, Marisol Gasé y Antonio Cerezo.

## Cabaret
Ana Francis conoció el cabaret de la mano de Tito Vasconcelos y Jesusa Rodríguez, con quieres empezaría a trabajar para pronto formar su propia compañía, Las Reinas Chulas.[cita requerida]

### Las Reinas Chulas
Al lado de Cecilia Sotres, Nora Huerta y Marisol Gasé, Ana Francis fundó Las Reinas Chulas en 1998. Desde entonces, han sido creadoras, gestoras y promotoras del cabaret. Los espectáculos de las Reinas Chulas utilizan la sátira, la farsa y la música para hacer crítica social a través del humor, buscando con ello la disidencia y reflexión sobre temas de actualidad.[cita requerida]
La compañía ha realizado más de 50 espectáculos de cabaret originales, escritos, dirigidos, actuados y producidos por ellas mismas. Destacan: La Banda de las Recodas, Petróleo en la sangre, Bailando con la más fea y Pesadilla en la Peña del Infierno. El trabajo de las Reinas Chulas se ha presentado en ciudades como Nueva York, Chicago, Copenhague, Buenos Aires, Rosario, Sao Paulo y Asunción. 
Aunado al trabajo en escena, Las Reinas Chulas se han dado a la tarea de sistematizar y crear una metodología para la enseñanza del cabaret, lo que ha dado como resultado talleres (impartidos dentro y fuera del país) que por más de 10 años han permitido formar a nuevos creadores, así como la integración de nuevas compañías.[cita requerida]

### Teatro Bar El Vicio
En el 2005, Ana Francis Mor, Marisol Gasé, Nora Huerta y Cecilia Sotres tomaron las riendas de El Teatro Bar El Vicio, antes El Hábito, lugar que originalmente fue concebido y abierto por el poeta mexicano Salvador Novo en 1954 como un foro para la expresión artística y que posteriormente pasó a manos de la actriz Jesusa Rodríguez y de la compositora Liliana Felipe y que, con el nombre de El Hábito, se convirtió en uno de los principales espacios para el cabaret en México.
Las Reinas Chulas retomaron el lugar para dar continuidad al proyecto artístico por el que abrió sus puertas, y lo mantienen activo hasta nuestros días. La casa está abierta para quien desee pertenecer a un movimiento cultural alternativo y se manifieste en contra de la globalización del arte. Dado que los espacios culturales son escasos y la política cultural intenta acabar poco a poco con ellos, este es un espacio que defiende y exige los derechos de las expresiones artísticas alternativas, y que se ha perfilado como “un espacio cultural de resistencia civil pacífica”.[cita requerida]
El Vicio es un lugar social y ecológicamente responsable, indispensable dentro de la vida política y cultural de este país, donde toda la gente que colabora y participa no se cansa de imaginar que el mundo puede ser de otra manera.[cita requerida]

### Festival Internacional de Cabaret
El Festival Internacional de Cabaret lo organiza anualmente la compañía de teatro-cabaret Las Reinas Chulas desde el 2002, y tiene como sede principal el Teatro Bar El Vicio, además de diferentes sedes de la Ciudad de México, la mayoría de las cuales son gratuitas, lo que permite acercar el género del cabaret a la población más desprotegida.
Además, contribuye -durante sus dos últimas ediciones- a la formación de las compañías de teatro-cabaret en el interior de la República Mexicana con la Campaña de Cabaretización, en donde se invita a jóvenes compañías cabareteras a que asistan a talleres con la finalidad de brindarles las herramientas necesarias para continuar con su labor dentro de los estados.
Este festival tuvo su decimosegunda edición en agosto del 2014, en la cual Ana Francis Mor fungió como directora.

## Activismo
Fuera del ámbito teatral, la especialización de Ana Francis Mor ha girado en torno a los derechos sexuales y estudios de género, por lo que ha sido diplomada en liderazgo y derechos sexuales por el Instituto Liderazgo Simone de Beauvoir y por la International Lesbian & Gay Human Rights Commission en fundamentalismos religiosos. Fue tallerista en la Conferencia Internacional ILGA 2010, en Sao Paulo.[cita requerida]

### Las Reinas Chulas Cabaret y Derechos Humanos, A.C.
Esta asociación civil, en la que Ana Francis Mor funge como tesorera, surgió luego del trabajo de la compañía Las Reinas Chulas en colaboración con el programa IMSS Oportunidades. Fue en este programa donde la compañía tuvo la oportunidad de participar en un proyecto de empoderamiento con mujeres y jóvenes de comunidades rurales indígenas y campesinas de 19 estados del país. Este trabajo marcaría el inicio de una preparación en talleres sobre derechos humanos, equidad de género, diversidad sexual y otros temas.[cita requerida]
El trabajo realizado dio como resultado la constitución de Teatro Cabaret Reinas Chulas, A.C., una organización donde se buscaba utilizar este género teatral para plasmar la realidad nacional de manera sencilla y lúdica, y así lograr que el público pueda mirar lo sucedido desde una perspectiva crítica y accionar.[cita requerida]
La asociación se ha encargado desde hace doce años de colaborar con la organización del Festival Internacional de Cabaret.[cita requerida]
Fue a principios del 2013 cuando redefinieron su razón de ser en el escenario de la sociedad civil organizada a partir del capital social generado, llevando consigo el cambio de nombre de la organización. El 27 de enero de 2014, ante notaria, asumieron el nombre Las Reinas Chulas Cabaret y Derechos Humanos, A.C.[cita requerida]
Al finalizar 2013, Las Reinas Chulas Cabaret y Derechos Humanos, A.C., lanzó la editorial Ediciones Chulas, con sus dos primeros libros De los gustos y otras cosas, de Marcela Arévalo, y El Manual de la Buena Lesbiana 2, de Ana Francis Mor.

### La Cabaretiza
La Cabaretiza, A.C., se conformó el 3 de mayo del 2011 para trabajar proyectos de alcance social con perspectiva de cabaret. La primera campaña que apoyó la asociación fue El observatorio de las Publivíboras, que tiene como finalidad denunciar toda la publicidad que agreda al género femenino. Dicho observatorio ocurre durante todo el año y tiene como culminación el evento "La Noche de las Publivíboras", que consiste en una antipremiación a lo más misógino de la publicidad en México, mismo que en 2014 llegó a su cuarta edición.
En 2013, Ana Francis Mor dirigió un compendio de 12 videoclips que formaron parte de la campaña de La Cabaretiza, titulada Cámbiate el chip, vuela. Dicha campaña tiene como finalidad convertirse en un aporte a la libertad, al respeto y dar herramientas para construir otras costumbres culturales y emocionales en una sociedad donde las lesbianas son el grupo social hacia el cual se tiene menos tolerancia. Estos videoclips contaron con la participación de actores y actrices como Enrique Arreola, Héctor Bonilla, Leticia Pedrajo, Mónica del Carmen, Mónica Huarte, Armando Durán, Luisa Huertas y Sofía Álvarez.
Durante 2014, Ana Francis Mor coordinó dentro de La Cabaretiza, A.C., el programa El Cabaret al servicio de las Lenchas, una campaña de visibilización lésbica a través del humor, propio del género cabaretero, en varios estados del país.

## Publicaciones
Ana Francis Mor es colaboradora del catorcenario Emeequis desde el 2007, con su columna El Manual de la Buena Lesbiana, de donde han emergido los dos libros más conocidos de Ana Francis y que han sido recopilaciones de sus columnas: el primero, El Manual de la Buena Lesbiana, se publicó en el 2009 y se presentó en la FIL de Guadalajara de ese año. En el 2013, Emeequis colaboró con Ediciones Chulas para lanzar el segundo compendio de sus columnas, titulado Manual de la Buena Lesbiana 2, que se presentó en la FIL de Guadalajara en 2014.
La adaptación, de su autoría, de Ricardo III, de William Shakespeare, con el título Para soñar, que no estamos huyendo, la editó la revista Paso de Gato en el 2013, dentro de su serie Cuadernos de Teatro.
En el 2017, publica, a través de Editorial Planeta, su primera novela, Lo que soñé mientras dormías.
"Es una novela hecha de un torrente verbal, es una novela-río, sorprendente de alguien que viene del teatro; se sube uno a las aguas de este río y no se baja hasta que llega a la última página, desarrollas no sólo una gran historia, sino un estilo".
-Sabina Berman

## Reconocimientos
En el 2011, Ana Francis Mor fue galardonada con la Medalla Omecíhuatl, otorgada por el Inmujeres CDMX, hoy Secretaría de las Mujeres de la Ciudad de México del Gobierno de la Ciudad de México, por su labor y contribución a la construcción de la ciudadanía de las mujeres en la capital del país.
Al finalizar el 2014, Ana Francis Mor y su compañía Las Reinas Chulas fueron galardonadas con la Medalla a las Artes, entregada por la Asamblea Legislativa del Distrito Federal (hoy Congreso de la Ciudad de México), por sus más de 15 años de labor en el cabaret en México.